# Kirsten Passer
Kirsten Passer (* 13. März 1930 in Kopenhagen; † 22. März 2012 ebenda) war eine dänische Schauspielerin und Restauratorin.

## Leben
Kirsten Passer wuchs als Tochter des Kapitäns Vilhelm Passer (1898–1975) und seiner Frau Ragnhild Fich (1904–1997) gemeinsam mit fünf Geschwistern in Kopenhagen auf.
Nach ihrem Schulabschluss absolvierte sie von 1950 bis 1953 ihre Schauspielausbildung an der Eleveskole des Königlichen Theaters Kopenhagen, wo sie auch ihr Bühnendebüt als Darstellerin hatte. Sie trat in zahlreichen Theaterstücken, Kabarett-Programmen und in Varieté-Shows auf, so unter anderem auch am Folketeatret oder am Odense Teater. Von 1954 bis 1976 wirkte sie als Schauspielerin vor der Kamera in mehr als 30 Film-und-Fernsehproduktionen mit. Mitte der 1970er-Jahre zog sie sich aus dem Rampenlicht zurück. Ihr Bruder Dirch Passer und ihre Schwester Marchen Passer ergriffen beide ebenfalls den Schauspielberuf.
Kirsten Passer heiratete später und war bis zu ihrer Pensionierung als Restauratorin für Kirchen tätig. Sie starb im März 2012 kurz nach ihrem 82. Geburtstag. Ihre Grabstätte befindet sich auf dem Sorgenfri-Kirkegard in Lyngby-Taarbæk.

## Filmografie (Auswahl)
- 1963: Das tosende Himmelbett
- 1965: Die Flottenpflaume
- 1966: Slap af, Frede!
- 1967: Die Ferien meiner Frau